# Aeroportul Yuma
Aeroportul Yuma (IATA: YUM, ICAO: KNYL, FAA LID: NYL) este un aeroport din Arizona, Statele Unite ale Americii ce deservește zona San Luis⁠(d). Aeroportul a fost tranzitat în 2019 de 200.960 de pasageri. A fost numit după Yuma.
Situat la o altitudine de 65 m, aeroportul dispune de o singură pistă.